# Новоконстантиновка (Запорожская область)
Новоконстанти́новка (укр. Новокостянтинівка) — село, Новокостянтиновский сельский совет, Приазовский район, Запорожская область, Украина.
Код КОАТУУ — 2324583901. Население по переписи 2001 года составляло 729 человек.
Является административным центром Новокостянтиновского сельского совета, в который, кроме того, входит село Игоревка.

## Географическое положение
Село Новоконстантиновка находится на правом берегу реки Домузла, которая через 2 км впадает в Азовское море, выше по течению на расстоянии в 5 км расположено село Георгиевка, на противоположном берегу — село Приморский Посад.
Река в этом месте сильно заболочена, образует урочище Тубальский лиман.

## История
- 1862 год — дата основания как село Большой Тобал (Новоконстантиновка).
- В 1924 году переименовано в село Новоконстантиновка.

## Экономика
- Пансионат «Азов»[2].
- Пансионат «Металлург»[3].

## Объекты социальной сферы
- Школа I—II ст.
- Детский сад.
- Клуб.
- Фельдшерско-акушерский пункт.

## Достопримечательности
- Братская могила советских воинов.